# MBSエンタメ倶楽部
MBSエンタメ倶楽部（エムビーエスエンタメくらぶ）は毎日放送（MBSラジオ）でかつて放送されていたラジオ番組。2005年4月2日放送開始。新作映画の紹介やお芝居の観覧リポートなどを伝えた。

## 放送時間
- 2005年4月2日 - 2005年10月2日 毎週月曜日（日曜深夜）0:45 - 1:30
- 2005年10月9日 - 2006年10月1日 毎週月曜日 0:05 - 0:50
- 2006年10月7日 - 2008年3月29日 毎週日曜日（土曜深夜）1:00 - 1:30

## 出演者
- 森川みどり
- 渡辺裕薫（シンデレラエクスプレス）
- 金田明子

## ノベルティグッズ
- ハンカチ

| MBSラジオ 土曜25:00枠 | MBSラジオ 土曜25:00枠 | MBSラジオ 土曜25:00枠             |
| 前番組                | 番組名                | 次番組                            |
| --------------------- | --------------------- | --------------------------------- |
| 神戸こねくしょん      | MBSエンタメ倶楽部     | コードギアス るるくるステーション |

| スタブアイコン | サブスタブ | この項目は、まだ閲覧者の調べものの参照としては役立たない、ラジオ番組に関連した書きかけの項目です。この項目を加筆・訂正などしてくださる協力者を求めています（P:ラジオ/PJ:放送番組）。 |